# Amata quadrifascia
Amata quadrifascia är en fjärilsart som beskrevs av George Francis Hampson 1892. Amata quadrifascia ingår i släktet Amata och familjen björnspinnare. Inga underarter finns listade i Catalogue of Life.